# Rudolf (Heruler)
Rudolf (ca. 500- 510) was een hoofdeling (koning) van de Herulen.
Na de dood van Attilla en de val van het Hunnen rijk in 454 vestigden de Herulen in Zuid-Slowakije bij de rivieren de Theiss en de Mureş een koninkrijk. Omstreeks 500 grensde dit koninkrijk in het zuiden aan gebied van de Ostrogoten, links van de Donau in Hongarije aan de Longobarden en verder stroomafwaarts in aan de Gepiden.
Ten tijde van Rudolf raakten de Herulen in oorlog met de Longobarden. In 510 vielen deze onder leiding van hun koning Wacho het gebied binnen van de Herulen en vernietigden het koninkrijk. Rudolf sneuvelde in de strijd. Het merendeel van de overwonnen Herulen voegde zich hierna bij de Longobarden, een minderheid sloot zich aan bij de Gepiden.